# سوئیس در المپیک تابستانی ۲۰۲۴
کاروان المپیکی سوئیس، یکی از کاروان‌های شرکت‌کننده در بازی‌های المپیک تابستانی ۲۰۲۴ بود. این دوره از بازی‌ها، از ۲۶ ژوئیه تا ۱۱ اوت ۲۰۲۴ (۵ تا ۲۱ امرداد ۱۴۰۳ خورشیدی) به میزبانی پاریس، پایتخت فرانسه برگزار شد. ورزشکاران سوئیس در تمامی ادوار مدرن المپیک شرکت کرده‌اند. اگرچه تصمیم گرفتند تا المپیک ۱۹۵۶ به میزبانی ملبورن را به دلیل حمله‌ی اتحاد جماهیر شوروی به مجارستان تحریم کردند، اما در مسابقات سوارکاری این دوره که پیشتر برگزار شده بود، شرکت کرده بودند و به‌صورت رسمی، حضور داشتند.
سوئیس با کسب یک مدال طلا، دو نقره و پنج برنز، در رده‌بندی کلی این دوره از بازی‌ها در جایگاه چهل و هشتم قرار گرفت.

## مدال‌آوران
| مدال | ورزشکار                   | ورزش        | رویداد                    | تاریخ    |
| ---- | ------------------------- | ----------- | ------------------------- | -------- |
| طلا  | کیارا لئونه               | تیراندازی   | تفنگ سه وضعیت ۵۰ متر زنان | ۲ اوت    |
| نقره | ژولی درو                  | سه‌گانه      | زنان                      | ۳۱ ژوئیه |
| نقره | استیو گوردات              | سوارکاری    | پرش انفرادی               | ۶ اوت    |
| برنز | اودری گونیا               | تیراندازی   | تفنگ بادی ۱۰ متر زنان     | ۲۹ ژوئیه |
| برنز | رومن میتیوکوف             | شنا         | کرال‌پشت ۲۰۰ متر مردان     | ۱ اوت    |
| برنز | رومن روسلی / آندرین گولیش | روئینگ      | دونفره کوکس مردان         | ۲ اوت    |
| برنز | زوئی کلسنس                | دوچرخه‌سواری | رقابت BMX زنان            | ۲ اوت    |
| برنز | تانیا هوبرلی نینا برونر   | والیبال     | والیبال ساحلی زنان        | ۹ اوت    |

## شرکت‌کنندگان
ورزشکاران سوئیسی در رشته‌های زیر در بازی‌های المپیک پاریس شرکت کرده‌اند.
| ورزش             | مردان | زنان | کل  |
| ---------------- | ----- | ---- | --- |
| دو و میدانی      | ۱۱    | ۲۰   | ۳۱  |
| بدمینتون         | ۱     | ۱    | ۲   |
| قایقرانی         | ۱     | ۱    | ۲   |
| دوچرخه‌سواری      | ۷     | ۱۱   | ۱۸  |
| سوارکاری         | ۶     | ۳    | ۹   |
| شمشیربازی        | ۱     | ۱    | ۲   |
| گلف              | ۱     | ۲    | ۳   |
| ژیمناستیک        | ۵     | ۱    | ۶   |
| جودو             | ۲     | ۱    | ۳   |
| پنج‌گانه مدرن     | ۱     | ۱    | ۲   |
| روئینگ           | ۱۲    | ۵    | ۱۷  |
| قایقرانی بادبانی | ۴     | ۳    | ۷   |
| تیراندازی        | ۲     | ۴    | ۶   |
| سنگ‌نوردی         | ۱     | ۰    | ۱   |
| شنا              | ۷     | ۱    | ۸   |
| تنیس             | ۱     | ۱    | ۲   |
| سه‌گانه           | ۲     | ۲    | ۴   |
| والیبال          | ۰     | ۴    | ۴   |
| کل               | ۶۵    | ۶۲   | ۱۲۷ |